# Linafoot 2019–20
La Linafoot 2019-20 fue la 59a temporada de Linafoot, la liga de fútbol de primer nivel en la República Democrática del Congo, desde su creación en 1958. La temporada comenzó el 16 de agosto de 2019.
El 13 de mayo de 2020 el campeonato fue suspendido por la Federación de Fútbol de la República Democrática del Congo debido a la pandemia de COVID-19 en el país. El TP Mazembe, que lideraba la tabla de puntuaciones al momento de la suspensión, fue declarado como campeón.

## Cambios de equipos
Un total de 16 equipos compiten en esta temporada: los 13 mejores equipos de la temporada anterior y tres equipos promovidos de la Linafoot Ligue 2.
Relegado de la Linafoot 2018–19
- FC Mont Bleu
- AS Dragons
- OC Muungano

Promovido de la Linafoot Ligue 2 2018-2019
- OC Bukavu Dawa
- RC Kinshasa
- FC Simba Kolwezi

## Tabla
| Pos. | Equipo                  | Pts. | PJ | G  | E  | P  | GF | GC | Dif. | Clasificación o descenso             |
| ---- | ----------------------- | ---- | -- | -- | -- | -- | -- | -- | ---- | ------------------------------------ |
| 1    | TP Mazembe              | 53   | 20 | 17 | 2  | 1  | 48 | 9  | +39  | Clasificado a Liga de Campeones CAF  |
| 2    | AS Vita Club            | 48   | 23 | 13 | 9  | 1  | 40 | 12 | +28  | Clasificado a Liga de Campeones CAF  |
| 3    | AS Maniema Union        | 46   | 21 | 14 | 4  | 3  | 42 | 15 | +27  | Clasificado a Copa Confederación CAF |
| 4    | DC Motema Pembe         | 42   | 21 | 12 | 6  | 3  | 40 | 16 | +24  | Clasificado a Copa Confederación CAF |
| 5    | JS Groupe Bazano        | 37   | 19 | 11 | 4  | 4  | 21 | 12 | +9   |                                      |
| 6    | FC Renaissance du Congo | 37   | 24 | 11 | 4  | 9  | 32 | 29 | +3   |                                      |
| 7    | Académic Club Rangers   | 29   | 25 | 6  | 11 | 8  | 27 | 28 | −1   |                                      |
| 8    | RC Kinshasa             | 28   | 23 | 6  | 10 | 7  | 25 | 22 | +3   |                                      |
| 9    | FC Lubumbashi Sport     | 27   | 23 | 7  | 6  | 10 | 18 | 20 | −2   |                                      |
| 10   | CS Don Bosco            | 25   | 23 | 4  | 13 | 6  | 23 | 23 | 0    |                                      |
| 11   | FC Saint Éloi Lupopo    | 24   | 22 | 5  | 9  | 8  | 24 | 25 | −1   |                                      |
| 12   | FC Simba Kolwezi        | 22   | 22 | 6  | 4  | 12 | 15 | 31 | −16  |                                      |
| 13   | AS Dauphins Noirs       | 18   | 22 | 4  | 6  | 12 | 12 | 32 | −20  |                                      |
| 14   | SM Sanga Balende        | 17   | 19 | 4  | 5  | 10 | 17 | 35 | −18  |                                      |
| 15   | OC Bukavu Dawa          | 14   | 23 | 4  | 2  | 17 | 15 | 49 | −34  | Relegación                           |
| 16   | AS Nyuki                | 12   | 22 | 3  | 3  | 16 | 15 | 57 | −42  | Relegación                           |

 Fuente: Vodacom Ligue 1
- FC Renaissance du Congo fue excluido el 3 de septiembre debido a la violencia de los fanáticos después de su segundo partido, en casa ante el SM Sanga Balende el 2 de septiembre y suspendido tanto para la temporada 2019/20 como para la temporada 2020/21, pero fueron readmitidos 8 días después.[6][7]

## Goleadores
Actualizado: 29 de febrero de 2020
| Rank | Jugador                | Club                    | Goles |
| ---- | ---------------------- | ----------------------- | ----- |
| 1    | Jackson Muleka         | TP Mazembe              | 12    |
| 2    | Tuisila Kisinda        | AS Vita Club            | 11    |
| 3    | Vinny Bongonga         | DC Motema Pembe         | 10    |
| 4    | Lelo Amfumu            | Académic Club Rangers   | 9     |
| 4    | Ntumba Libanza         | RC Kinshasa             | 9     |
| 5    | Mambuma Tithi          | AS Dauphins Noirs       | 8     |
| 6    | Fiston Kalala Mayele   | AS Vita Club            | 7     |
| 6    | Patou Kabangu          | TP Mazembe              | 7     |
| 7    | Broulaye Sidibé        | FC Renaissance du Congo | 6     |
| 7    | Isac Tshibangu         | TP Mazembe              | 6     |
| 7    | Jeremie Mumbere        | AS Vita Club            | 6     |
| 7    | Joël Beya              | TP Mazembe              | 6     |
| 7    | Likwela Yelemaya Denis | AS Maniema Union        | 6     |
| 7    | Rodrigue Kitwa         | FC Simba Kolwezi        | 6     |

|                        |
| Campeón                |
| TP Mazembe 17.° título |